# خورخي لويس بينتو
خورخي لويس بينتو افانادور (بالإسبانية: Jorge Luis Pinto Afanador)‏. ولد في 16 ديسمبر 1952م بكولومبيا وهو مدرب منتخب كوستاريكا في كأس العالم 2014 بالبرازيل .